# Rhabdomastix (Rhabdomastix) laeta
Rhabdomastix (Rhabdomastix) laeta is een tweevleugelige uit de familie steltmuggen (Limoniidae). De soort komt voor in het Palearctisch gebied.